# Ciprian-Costică Nanu
Ciprian-Costică Nanu (ur. 28 lipca 1977 w Braszowie) – rumuński szachista, arcymistrz od 2010 roku.

## Kariera szachowa
Jest dwukrotnym indywidualnym wicemistrzem Rumunii (2006, 2009). Normy na tytuł arcymistrza dwukrotnie wypełnił podczas turniejów o mistrzostwo Europy (2009, 2010).
Sukcesy szachowe zaczął odnosić w połowie lat 90. XX wieku. W 1995 r. zajął III m. (m.in. za Coriną Peptan) w Timisoarze, natomiast w 1998 i 1999 r. dwukrotnie zwyciężył w otwartych turniejach w Techirghiolu. W kolejnych latach odniósł szereg indywidualnych sukcesów, m.in.:
- 2000 – I m. w Miercurea-Ciuc,
- 2001 – I m. w Bukareszcie, dwukrotnie dz. II m. w kolejnych turniejach w Bukareszcie (za Vladem-Cristianem Jianu oraz za Andreiem Istrățescu),
- 2002 – I m. w Bukareszcie, II m. w Harkánach (za Konstantinem Czernyszowem)
- 2003 – I m. w Balaguerze, I m. w Bukareszcie, dz. I m. Vilagarcía de Arousa (wspólnie z Ioanem Cosmą i Humberto Pecorellim Garcią(inne języki)), dz. I m. w Padron (wspólnie z Draganem Paunoviciem(inne języki)),
- 2004 – I m. w Gałaczu,
- 2005 – dz. I m. w Vilagarcía de Arousa (wspólnie z Walentinem Jotowem i Aryamem Abreu Delgado)
- 2006 – dz. I m. w Bukareszcie (wspólnie z Dorianem Rogozenko i Lucianem Filipem(inne języki)),
- 2007 – I m. w Bańskiej Szczawnicy (otwarte mistrzostwa Słowacji), I m. w Predealu, dz. I m. w Jassach (wspólnie m.in. z Jewgienijem Glejzerowem i Vasile Sănduleacem), dz. II m. w Eforie (za Andreiem Murariu, wspólnie m.in. z Belą Badea),
- 2009 – dz. I m. w Jassach (wspólnie m.in. z Viorelem Iordachescu i Momcziłem Nikołowem), dz. I m. w La Fere (wspólnie z Konguvelen Ponnuswamym).

Najwyższy ranking w dotychczasowej karierze osiągnął 1 kwietnia 2009 r., z wynikiem 2535 punktów zajmował wówczas 10. miejsce wśród rumuńskich szachistów.